# Malberg, Altenkirchen
Malberg là một đô thị thuộc huyện Altenkirchen, trong bang Rheinland-Pfalz, phía tây nước Đức. Đô thị Malberg, Altenkirchen có diện tích 4,31 km², dân số thời điểm ngày 31 tháng 12 năm 2006 là 1045 người.